# Die Tat (quotidien suisse)

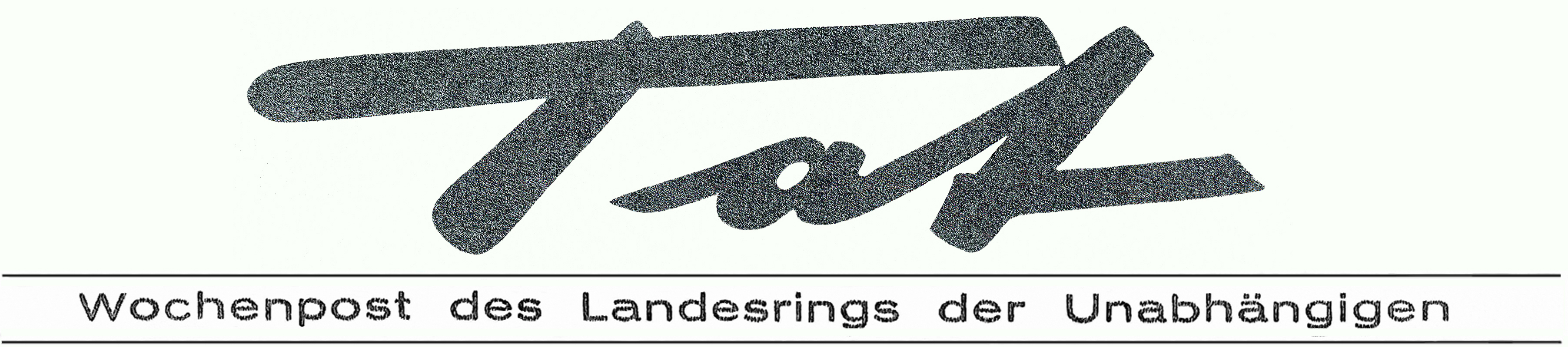
Logo de l'ancien journal suisse Die Tat (1937)

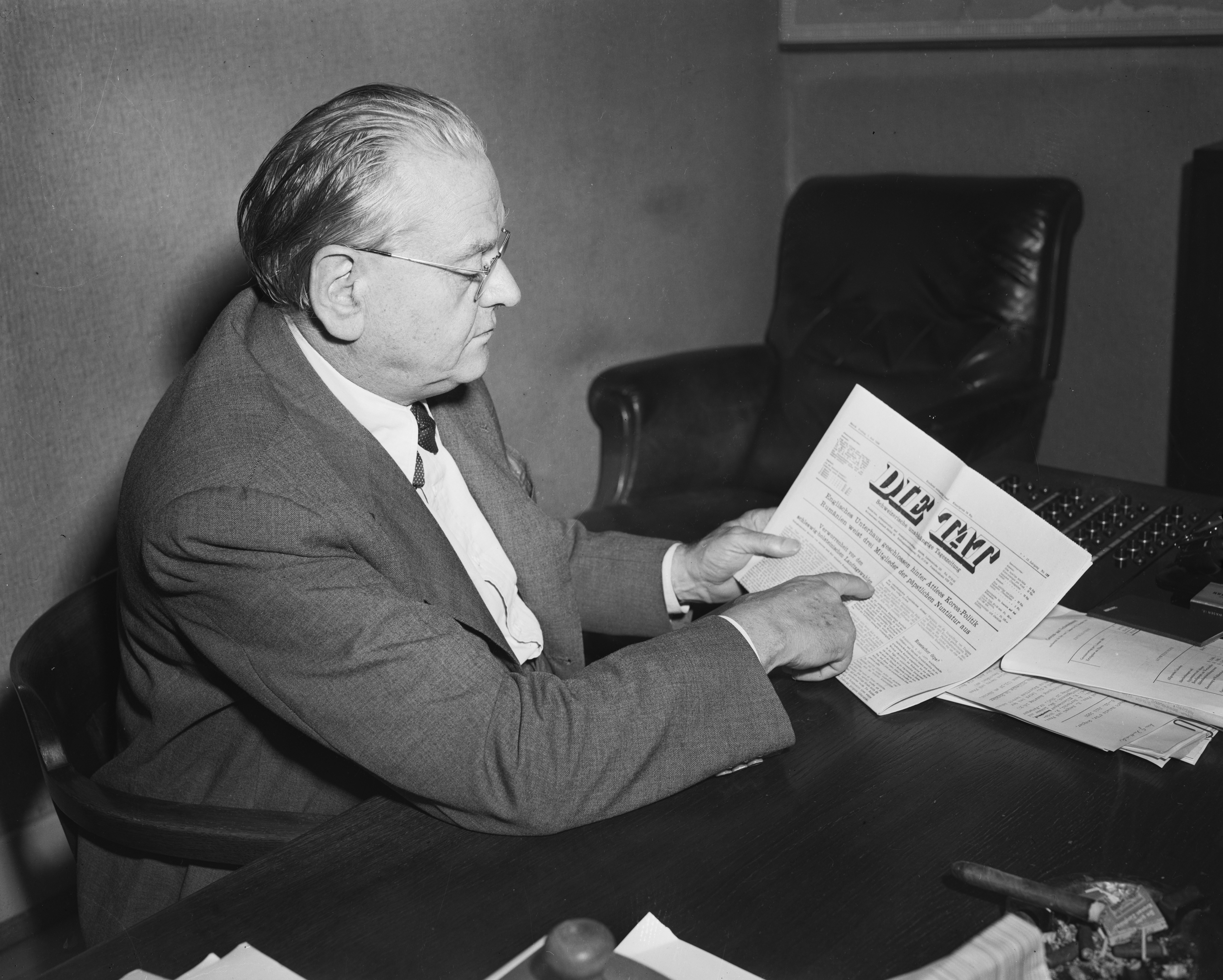
Gottlieb Duttweiler, le fondateur du journal (7 juillet 1950).

Die Tat est un journal suisse publié de 1935 à 1978 par la Migros, d'abord comme hebdomadaire, ensuite comme quotidien du soir et finalement au format tabloïd le matin. 

## Historique
Il a été créé par le fondateur de Migros, Gottlieb Duttweiler. Alors que l'hebdomadaire était l'organe du parti de l'Alliance des Indépendants, l'Abendzeitung développe une réputation internationale, y compris son supplément littéraire sous la direction de Max Rychner (de) et Erwin Jaeckle (de). Walter Biel a été rédacteur en chef de 1971 à 1977. 
Le déclin de la presse politique dans les années 1970, en relation avec le déclin d'annonces en raison de sa proximité à la Migros, a mené en mars 1977 à la fin du journal du soir (Abendzeitung). Le président d'alors de la Migros, Pierre Arnold, a essayé de le convertir en tabloïd. Mais son nouveau style pointu l'a conduit après seize mois à licencier le rédacteur en chef Roger Schawinski (de). À sa place, Karl Vögeli (de) aurait dû garantir un cours modéré de la publication. La manifestation subséquente, c'est-à-dire la grève des éditeurs, a conduit à la fin du tabloïd en septembre 1978, seulement une demi-année après son lancement.

### Webographie
- (de) « Die Tat », sur le site de la Schweizer Bibliotheksverbund.